# Fernando Hernández
Fernando Hernández Casado (Valladolid, 24. veljače 1973.) je španjolski rukometaš. Igra na poziciji desnog krila. Španjolski je reprezentativac. Igra za Portland San Antonio. Još je igrao za La Salle, Valladolid, Ademar Leon i Barcelonu.
Na EP-u 1996. je osvojio srebro, na OI 1996. također srebro, a na SP-u 2005. u Tunisu je osvojio zlatno odličje. Nije sudjelovao ni EP-u 2006. u Švicarskoj, ni na SP-u 2007. u Njemačkoj, niti na EP-u 2008. u Norveškoj, jer su ga na tom položaju istisli Albert Rocas i Roberto García Parrondo. Odigrao je preko 120 utakmica za Španjolsku.

## Vanjske poveznice
- San Antonio[neaktivna poveznica] Profil
- Barcelona[neaktivna poveznica] Profil
- EHF Liga prvaka Profil